# 平田敬一郎
平田 敬一郎（ひらた けいいちろう、1908年9月5日 - 1992年5月22日）は、日本の大蔵官僚。大蔵事務次官、日本開発銀行総裁。

## 来歴・人物
長崎県南高来郡瑞穂村（のち瑞穂町、現雲仙市）出身。実家には古部の佐嘉領境界石がある。島原中学校（長崎県立島原高等学校）、第五高等学校、東京帝国大学法学部法律学科（英法科）を経て、大蔵省入省（配属先は東京税務監督局兼主税局）。1932年（昭和7年）12月 和歌山税務署長。1934年（昭和9年）6月 淀川税務署長。1935年（昭和10年）6月 北税務署長。大臣官房戦後緊急対策企画室主幹、終戦連絡部主幹、物価部第一課長、物価庁第一部長、主税局長などを歴任。税のエキスパートとして知られた。1947年（昭和22年）12月27日 国税庁長官となり、1955年（昭和30年）7月19日 大蔵事務次官に就任。池田勇人の下、高度経済成長政策を推し進めた。この間、1948年（昭和23年）、梅林組及び竹中工務店に対する融資問題で衆議院不当財産取引調査特別委員会に池田勇人、愛知揆一らとともに証人喚問された。退官後、日本開発銀行総裁に就任した。ほかに、地域振興整備公団総裁、国土計画協会会長、関東島原半島会副会長なども務めた。
妻は白仁武の娘、相婿に石渡忠四郎。

## 主な著書
- 「税金の基礎知識」
- 「昭和税制の回顧と展望」
- 「シャウプ勧告の全文 税制の改革」